# 德清公主 (明憲宗)
德清公主（1478年8月17日—1549年7月18日），明朝公主，明憲宗之女，母章丽妃。
弘治九年（1496年）十二月十三日，册封为德清长公主，下嫁林岳。生有2子2女，長子林鹿、次子林廌，長女嫁鎮遠侯顧寰，次女夭折。林岳，字镇卿，应天人，年少时准备应试考举，对母亲很孝敬，对弟弟峦也极其友爱。公主也有贤德，侍奉公婆，礼节和平常人家一样。正德十三年（1518年），林岳去世。公主寡居，于三十一年后才去世。